# 글렌 그레이

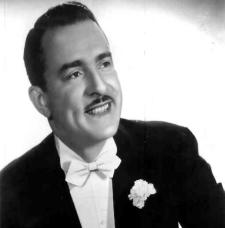

글렌 그레이(Glenn Gray Knoblauch, 1900년 6월 7일 ~ 1963년 8월 23일)는 재즈 색소포니스트, 카사 로마 악단의 리더이다. 일리노이주에서 태어났다. 알토 주자로서 프로가 되어, 1929년에 백인 최초의 풀 밴드 '카사 로마 악단'을 만들어 레코딩도 개시하였다. 1930년대 초기에 그 메커닉한 정열적 연주로 젊은 층에서 큰 인기를 획득하였다. 1930년대 중엽에 와서는 스위트한 댄스 밴드를 편성, 1940년대에 해산하고, 1950년대 후반부터 취입함으로써 오케스트라로 보다 많은 레코드를 냈으나 1963년에 사망하였다.